# Руни Мара
Руни Мара (енгл. Rooney Mara; Бедфорд, 17. април 1985) америчка је филмска и телевизијска глумица.
Глумом је почела да се бави 2005. године играјући споредне улоге у филмовима и ТВ серијама. Током 2010. године наступила је у хорору Страва у Улици брестова, као и у биографској драми Друштвена мрежа у режији Дејвида Финчера. До прекретнице у њеној каријери дошло је наредне године када јој је Финчер поверио улогу Лизбет Саландер у филму Мушкарци који мрзе жене који јој је донео номинације за бројна престижна признања укључујући Оскара и Златни глобус за најбољу глумицу у главној улози.
Након успеха са овим филмом за Мару су уследиле улоге у неколико критички успешних пројеката - трилеру Нежељена дејства Стивена Содерберга, драми Зар они нису свеци Дејвида Лоуерија, научнофантастичном љубавном филму Она Спајка Џоунза и авантуристичком трилеру Сметлиште Стивена Долдрија. Године 2015. наступила је у љубавној драми Керол, која је премијерно приказана на Филмском фестивалу у Кану, где је Мара освојила награду за најбољу глумицу. Иста улога донела јој је номинације за Оскара, БАФТУ и Награду Удружења филмских глумаца за најбољу глумицу у споредној улози и Златни глобус за најбољу главну женску улогу у драми.

## Филмографија
| Улоге Руни Маре |                               |               |                      | |
| Година          | Српски назив                  | Изворни назив | Улога                | Напомена |
| 2005.           | Урбане легенде 3: Крвава Мери |               | девојка у учионици   | |
| 2008.           | Момак из снова                |               | Евелин               | |
| 2009.           | Изазов                        |               | Кортни               | |
| 2009.           | Победничка сезона             |               | Венди                | |
| 2009.           | Само другови                  |               | Тара                 | |
| 2009.           | Девојка мојих снова           |               | Тагарти              | |
| 2009.           | Танер Хол                     |               | Фернанда             | |
| 2010.           | Страва у Улици брестова       |               | Ненси Холбрук        | |
| 2010.           | Друштвена мрежа               |               | Ерика Олбрајт        | номинација - Награда Удружења телевизијских филмских критичара за најбољу филмску поставу |
| 2011.           | Мушкарци који мрзе жене       |               | Лизбет Саландер      | номинација — Оскар за најбољу главну глумицу номинација — Златни глобус за најбољу главну глумицу у играном филму (драма) номинација - Награда Емпајер за најбољу глумицу номинација - Награда Сатурн за најбољу глумицу (филм) номинација - МТВ филмска награда за најбољу улогу номинација - МТВ филмска награда за највеће глумачко откриће |
| 2013.           | Зар они нису свеци            |               | Рут Гантри           | |
| 2013.           | Нежељена дејства              |               | Емили Тејлор         | |
| 2013.           | Она                           |               | Кетрин               | |
| 2014.           | Сметлиште                     |               | Оливија              | |
| 2015.           | Керол                         |               | Тереза Беливет       | Награда за најбољу глумицу (Кански филмски фестивал) номинација - Оскар за најбољу глумицу у споредној улози номинација - БАФТА за најбољу глумицу у споредној улози номинација - Награда Удружења филмских глумаца за најбољу глумицу у споредној улози номинација - Златни глобус за најбољу главну глумицу у играном филму (драма) номинација - Награда Спирит за најбољу глумицу у главној улози номинација - Награда Удружења телевизијских филмских критичара за најбољу глумицу у споредној улози номинација - Награда Сателит за најбољу глумицу у споредној улози номинација - Награда Удружења интернет филмских критичара за најбољу споредну женску улогу |
| 2015.           | Пан                           |               | Тигрица Лили         | |
| 2016.           | Кубо и две жице               |               |                      | |
| 2016.           | Тајни запис                   |               | млада Розен Макналти | |
| 2016.           | Лав                           |               | Луси                 | |
| 2016.           | Уна                           |               | Уна                  | |
| 2017.           | Прича о духу                  |               | М                    | |
| 2017.           | Песма до песме                |               | Феј                  | |
| 2021.           | Алеја ноћних мора             |               | Моли Кејхил          | |